# Liste der Kulturdenkmale in Neuendorf b. Elmshorn
In der Liste der Kulturdenkmale in Neuendorf b. Elmshorn sind alle Kulturdenkmale der schleswig-holsteinischen Gemeinde Neuendorf b. Elmshorn (Kreis Steinburg) und ihrer Ortsteile aufgelistet (Stand: 14. April 2025).

## Legende
In den Spalten befinden sich folgende Informationen:
- Objekt-ID: die Nummer des Kulturdenkmales
- Lage: die Adresse des Kulturdenkmales und die geographischen Koordinaten. Kartenansicht, um Koordinaten zu setzen. In der Kartenansicht sind Kulturdenkmale ohne Koordinaten mit einem roten Marker dargestellt und können in der Karte gesetzt werden. Kulturdenkmale ohne Bild sind mit einem blauen Marker gekennzeichnet, Kulturdenkmale mit Bild mit einem grünen Marker.
- Offizielle Bezeichnung: Bezeichnung des Kulturdenkmales
- Beschreibung: die Beschreibung des Kulturdenkmales
- Bild: ein Bild des Kulturdenkmales

## Sachgesamtheiten
| Objekt-ID      | Lage                                       | Offizielle Bezeichnung                | Beschreibung | Bild                             |
| -------------- | ------------------------------------------ | ------------------------------------- | --- | -------------------------------- |
| 41055 Wikidata | Kirchdorf 24 (53° 44′ 13″ N, 9° 34′ 12″ O) | Sachgesamtheit: Kirche St. Trinitatis | Aktualisierung vorgesehen - Begründung: geschichtlich, künstlerisch, städtebaulich, Kulturlandschaft prägend - Schutzumfang: Kirche St. Trinitatis mit Ausstattung, Kirchhof, Grabmale bis 1870, - Gusseisenpforte, Baumkranz | weitere Fotos \| Fotos hochladen |

## Bauliche Anlagen
| Objekt-ID      | Lage                                       | Offizielle Bezeichnung                | Beschreibung | Bild                             |
| -------------- | ------------------------------------------ | ------------------------------------- | --- | -------------------------------- |
| 4103 Wikidata  | Kirchdorf 24 (53° 44′ 13″ N, 9° 34′ 12″ O) | Kirche St. Trinitatis mit Ausstattung | Alteintragung (Aktualisierung vorgesehen) - Begründung: geschichtlich, künstlerisch, städtebaulich - Schutzumfang: gesamtes Objekt - Denkmaltyp: Bauliche Anlage, Sachgesamtheit: Kirche St. Trinitatis | weitere Fotos \| Fotos hochladen |
| 26774 Wikidata | Moorhusen 11 (53° 44′ 26″ N, 9° 33′ 51″ O) | Fachhallenhaus                        | Alteintragung (Aktualisierung vorgesehen) - Begründung: Alteintragung (Aktualisierung vorgesehen) - Schutzumfang: Alteintragung (Aktualisierung vorgesehen) - Denkmaltyp: Bauliche Anlage               | BW                               |
| 26775 Wikidata | Moorhusen 11 (53° 44′ 27″ N, 9° 33′ 52″ O) | Scheune                               | Alteintragung (Aktualisierung vorgesehen) - Begründung: Alteintragung (Aktualisierung vorgesehen) - Schutzumfang: Alteintragung (Aktualisierung vorgesehen) - Denkmaltyp: Bauliche Anlage               | BW                               |
| 26776 Wikidata | Moorhusen 11 (53° 44′ 25″ N, 9° 33′ 52″ O) | Backhaus                              | Alteintragung (Aktualisierung vorgesehen) - Begründung: Alteintragung (Aktualisierung vorgesehen) - Schutzumfang: Alteintragung (Aktualisierung vorgesehen) - Denkmaltyp: Bauliche Anlage               | BW                               |

## Gründenkmale
| Objekt-ID      | Lage                                       | Offizielle Bezeichnung | Beschreibung | Bild                             |
| -------------- | ------------------------------------------ | ---------------------- | --- | -------------------------------- |
| 19745 Wikidata | Kirchdorf 24 (53° 44′ 13″ N, 9° 34′ 14″ O) | Kirchhof               | Alteintragung (Aktualisierung vorgesehen) - Begründung: geschichtlich, Kulturlandschaft prägend - Schutzumfang: Kirchhof, Grabmale bis 1870, Gusseisenpforte, Baumkranz - Denkmaltyp: Gründenkmal, Sachgesamtheit: Kirche St. Trinitatis | weitere Fotos \| Fotos hochladen |

## Quelle
- Liste der Kulturdenkmale in Schleswig-Holstein – Kreis Steinburg

- Karte mit allen Koordinaten:
- OSM |
- WikiMap